# 津島市立北小学校
津島市立北小学校（つしましりつ きたしょうがっこう）は、愛知県津島市にある公立小学校。

## 校区
- 校区は天王通り3-6丁目、松原町、藤浪町1-5丁目、城之越町、昭和町1-4丁目、又吉町1-4丁目、兼平町1・2丁目、池麸町、喜楽町、弥生町、片岡町、北町、良王町1-2丁目、城山町2-3丁目、申塚町1丁目の一部、藤里町2丁目の一部、藤里町3丁目の一部、宝町、米之座町1・2丁目、米町、観音町の一部であり、公立中学校に進学する場合は津島市立藤浪中学校へ進学する [1]。

## 沿革
- 1935年（昭和10年） - 津島町第四尋常小学校として開校。
- 1941年（昭和16年）4月1日 - 津島町第四国民学校に改称する。
- 1947年（昭和22年）
  - 3月1日 - 津島町が市制施行し、津島市となる。
  - 4月1日 - 津島市立第四小学校に改称する。
- 1948年（昭和23年）9月1日 - 津島市立北小学校に改称する。

## 交通アクセス
- 名古屋鉄道尾西線・津島線町方駅下車、徒歩約10分。
- 名古屋鉄道尾西線・津島線津島駅下車、徒歩約18分。
- 津島市ふれあいバスAコース「津島郵便局」バス停より徒歩約3分。

## 周辺施設
- 愛知県立津島北高等学校
- 津島市立藤浪中学校
- 津島市立西小学校
- 津島市文化会館
- 津島郵便局
- 津島税務署
- ヨシヅヤ津島北テラス
- 東海労働金庫津島支店

## 著名な出身者
- 内田雅章 - 実業家・作家・講演家・「学生新聞」創設者